# Денніс (переписна місцевість, Массачусетс)
Денніс (англ. Dennis) — переписна місцевість (CDP) в США, в окрузі Барнстебел штату Массачусетс. Населення — 2399 осіб (2020).

## Географія
Денніс розташований за координатами 41°43′49″ пн. ш. 70°11′51″ зх. д. / 41.73028° пн. ш. 70.19750° зх. д. (41.730204, -70.197411).  За даними Бюро перепису населення США в 2010 році переписна місцевість мала площу 13,17 км², з яких 12,63 км² — суходіл та 0,53 км² — водойми.

## Демографія
Згідно з переписом 2010 року, у переписній місцевості мешкало 2407 осіб у 1200 домогосподарствах у складі 734 родин. Густота населення становила 183 особи/км².  Було 2533 помешкання (192/км²).
Расовий склад населення:
| - 96,9 % — білих - 0,6 % — чорних або афроамериканців - 0,3 % — корінних американців - 0,3 % — азіатів - 0,2 % — вихідців з тихоокеанських островів |

До двох чи більше рас належало 1,0 %. Частка іспаномовних становила 1,5 % від усіх жителів.
За віковим діапазоном населення розподілялося таким чином: 11,7 % — особи молодші 18 років, 49,9 % — особи у віці 18—64 років, 38,4 % — особи у віці 65 років та старші. Медіана віку мешканця становила 60,2 року. На 100 осіб жіночої статі у переписній місцевості припадало 88,0 чоловіків;  на 100 жінок у віці від 18 років та старших — 84,8 чоловіків також старших 18 років.
Середній дохід на одне домашнє господарство  становив 94 373 долари США (медіана — 71 146), а середній дохід на одну сім'ю — 116 570 доларів (медіана — 95 530). За межею бідності перебувало 6,0 % осіб, у тому числі 11,0 % дітей у віці до 18 років та 7,3 % осіб у віці 65 років та старших.
Цивільне працевлаштоване населення становило 964 особи. Основні галузі зайнятості: освіта, охорона здоров'я та соціальна допомога — 27,0 %, публічна адміністрація — 11,2 %, будівництво — 10,1 %, фінанси, страхування та нерухомість — 9,4 %.